# Listă de oameni de știință ale căror nume sunt folosite ca unități
Mulți oameni de știință au fost recunoscuți pentru atribuirea numelor lor ca unități internaționale de către Comitetul internațional pentru greutăți și măsuri sau ca unități non-SI. SI (prescurtat SI din franceză Système international d'unités   ) este cel mai utilizat sistem de unități de măsură. Există șapte unități de bază și 22 de unități derivate  (cu excepția unităților compuse). Aceste unități sunt utilizate atât în știință, cât și în comerț. Două dintre unitățile SI de bază și 17 dintre unitățile derivate poartă numele oamenilor de știință.  28 de unități non-SI poartă numele oamenilor de știință. Prin această convenție, numele lor sunt imortalizate. De regulă, unitățile SI sunt scrise cu litere mici, dar simbolurile unităților derivate din numele unei persoane încep cu o literă mare.

## Oamenii de știință și unitățile SI
Legenda culorilor:
| Unitate de bază | Unitate derivată |

| Nume                              | Viața     | Naționalitatea               | Cantitatea                   | Unitatea SI                  | Imagine |
| --------------------------------- | --------- | ---------------------------- | ---------------------------- | ---------------------------- | ------- |
| André-Marie Ampère                | 1775–1836 | francez                      | Curent electric              | amper (A) (Unitate de bază)  |         |
| William Thomson, 1st Baron Kelvin | 1824–1907 | britanic (irlandezo-scoțian) | Temperatură termodinamică    | kelvin (K) (Unitate de bază) |         |
| Blaise Pascal                     | 1623–1662 | francez                      | Presiune                     | pascal (Pa)                  |         |
| Isaac Newton                      | 1643–1727 | britanic (englez)            | Forță                        | newton (N)                   |         |
| Anders Celsius                    | 1701–1744 | suedez                       | Temperatură                  | grad Celsius (°C)            |         |
| Charles-Augustin de Coulomb       | 1736–1806 | francez                      | Sarcină electrică            | coulomb (C)                  |         |
| James Watt                        | 1736–1819 | britanic (scoțian)           | Putere                       | watt (W)                     |         |
| Alessandro Volta                  | 1745–1827 | iItalian                     | Potențial electric           | volt (V)                     |         |
| Georg Simon Ohm                   | 1789–1855 | german                       | Rezistență electrică         | ohm (Ω)                      |         |
| Michael Faraday                   | 1791–1867 | britanic (englez)            | Capacitate electrică         | farad (F)                    |         |
| Joseph Henry                      | 1797–1878 | american                     | Inducțanță                   | henry (H)                    |         |
| Wilhelm Eduard Weber              | 1804–1891 | german                       | Flux magnetic                | weber (Wb)                   |         |
| Ernst Werner von Siemens          | 1816–1892 | german                       | Rezistență electrică         | siemens (S)                  |         |
| James Prescott Joule              | 1818–1889 | britanic (englez)            | Energie                      | joule (J)                    |         |
| Antoine Henri Becquerel           | 1852–1908 | francez                      | Radioactivitate              | becquerel (Bq)               |         |
| Nikola Tesla                      | 1856–1943 | sârbo-american               | Câmp magnetic                | tesla (T)                    |         |
| Heinrich Rudolf Hertz             | 1857–1894 | german                       | Frecvență                    | hertz (Hz)                   |         |
| Rolf Maximilian Sievert           | 1896–1966 | suedez                       | Doza echivalentă de radiații | sievert (Sv)                 |         |
| Louis Harold Gray                 | 1905–1965 | britanic (englez)            | Doza absorbită de radiație   | Gray (Gy)                    |         |

## Oamenii de știință și unitățile non-SI
| Numele                          | Viața               | Naționalitate                | Cantitate                            | Unitate de măsură    | Imagine |
| ------------------------------- | ------------------- | ---------------------------- | ------------------------------------ | -------------------- | ------- |
| William Gilbert                 | 1544–1603           | britanic (englez)            | Forță magnetomotrice                 | gilbert (Gi)         |         |
| John Napier                     | 1550–1617           | britanic (scoțian)           | Magnitudine (ln, fără dimensiuni)    | neper (Np)           |         |
| Galileo Galilei                 | 1564–1642           | italian                      | Accelerație                          | gal (Gal)            |         |
| Evangelista Torricelli          | 1608–1647           | iItalian                     | Presiune                             | torr (Torr)          |         |
| René Réaumur                    | 1683–1757           | francez                      | Temperatură                          | grad Réaumur (°R)    |         |
| Daniel Gabriel Fahrenheit       | 1686–1736           | Polono-german                | Temperatură                          | grad Fahrenheit (°F) |         |
| Johann Heinrich Lambert         | 1728–1777           | german                       | Luminanță                            | lambert (L)          |         |
| John Dalton                     | 1766–1844           | britanic                     | Masă                                 | dalton (Da, amu)     |         |
| Hans Christian Ørsted           | 1777–1851           | danez                        | Câmp magnetic                        | oersted (Oe)         |         |
| Johann Carl Friedrich Gauss     | 1777–1855           | german                       | Densitate câmp magnetic              | gauss (G)            |         |
| Michael Faraday                 | 1791–1867           | britanic (englez)            | Sarcină electrică                    | faraday (F)          |         |
| Jean Léonard Marie Poiseuille   | 1797–1869           | francez                      | Viscozitate dinamică                 | poise (P)            |         |
| Anders Jonas Ångström           | 1814–1874           | suedez                       | Lungime                              | angstrom (Å)         |         |
| Sir George Stokes, 1st Baronet  | 1818–1903           | britanic                     | Viscozitate cinematică               | stokes (St)          |         |
| William John Macquorn Rankine   | 1820–1872           | britanic- (scoțian)          | Temperatură termodinamică            | grad Rankine (°Ra )  |         |
| James Clerk Maxwell             | 1831–1879           | britanic- (scoțian)          | Flux magnetic                        | maxwell (Mx)         |         |
| Samuel Pierpont Langley         | 1834–1906           | american                     | Intensitatea energiei                | langley (Ly)         |         |
| Ernst Mach                      | 1838–1916           | austriac                     | Viteză                               | Număr Mach (M)       |         |
| John Strutt, 3rd Baron Rayleigh | 1842–1919           | britanic                     | Impedanță acustică                   | rayl                 |         |
| Wilhelm Röntgen                 | 1845–1923           | german                       | Radiație ionizantă                   | röntgen (R)          |         |
| Alexander Graham Bell           | 1847–1922           | britanic- (scoțian)-american | Magnitudine (log10, fără dimensiuni) | bel (B)              |         |
| Loránd Eötvös                   | 1848–1919           | maghiar                      | Gradient gravitațional               | eotvos (E)           |         |
| Heinrich Kayser                 | 1853–1940           | german                       | Număr de undă                        | kayser               |         |
| Joseph John Thomson             | 1856–1940           | britanic                     | Raportul masă / încărcare            | thomson (Th)         |         |
| Marie Curie Pierre Curie        | 1867–1934 1859–1906 | polono-francez francez       | Radioactivitate                      | Curie (Ci)           |         |
| Heinrich Mache                  | 1876–1954           | austriac                     | Radioactivitate                      | Mache (ME)           |         |
| Peter Debye                     | 1884–1966           | olandez                      | Moment electric dipolar              | debye (D)            |         |
| Karl Guthe Jansky               | 1905–1950           | american                     | Emitanță                             | jansky (JY)          |         |